# Торговая палата США
Торго́вая пала́та США (англ. United States Chamber of Commerce, USCC) — крупнейшая в мире некоммерческая лоббистская организация, представляющая интересы широких деловых кругов и ассоциаций США, ведущий лоббист по ежегодным расходам на эту деятельность. Образована 12 апреля 1912 года, штаб-квартира находится в столице США городе Вашингтоне. Спустя почти век, в составе палаты более 300 000 членов, 3000 региональных палат и палат штатов, аффилированных с Торговой палатой США, более 90 Американских торговых палат за рубежом. По утверждению палаты, 96% её членов — представители малого бизнеса
.
Торговая палата США видит свою миссию в «содействии прогрессу человечества путём создания экономической, политической и социальной системы, основанной на принципах свободы, поощрения, инициативы, возможностей и ответственности».
Возглавляет палату президент и главный исполнительный директор Том Донохью (англ. Tom J. Donohue), председателем совета директоров, объединяющего более ста руководителей крупных американских компаний, таких, как Alcoa, AT&T, Dow Chemical и Pfizer, является Роберт Миллиган (англ. Robert S. Milligan), председатель совета директоров M.I. Industries.
Среди важнейших вопросов, которыми занимается палата:
- поддержка реформы иммиграционного законодательства
- поддержка диверсификации источников энергии
- поддержка реформы социального обеспечения
- поддержка сохранения природы Арктики
- поддержка шельфовой добычи нефти
- поддержка развития атомной энергетики
- поддержка накопительного медицинского страхования
- поддержка свободы торговли и глобализации
- противодействие усилению налоговой нагрузки на бизнес
- противодействие повышению минимального размера оплаты труда
- противодействие борьбе с изменением климата[9][10][11]

## Сноски
1. ↑  ROR Data — v1.19 — 2023. — doi:10.5281/ZENODO.7644942
2. ↑  Top lobbyists in the US. Дата обращения: 7 августа 2009. Архивировано 15 апреля 2012 года.
3. ↑  Allen, Jonathan. U.S. Chamber: $34.7 million in lobbying. Politico (20 октября 2009). Дата обращения: 24 января 2010. Архивировано 15 апреля 2012 года.
4. ↑  About the U.S. Chamber of Commerce. Дата обращения: 2009-22-10. Архивировано из оригинала 27 июня 2010 года.
5. ↑  Mother Jones, 14 October 14, 2009, "US Chamber Shrinks Membership 90%" Архивная копия от 5 февраля 2010 на Wayback Machine: accessed 20 October 2009.
6. ↑  Propaganda and Pearlstein. Дата обращения: 2009-22-10. Архивировано из оригинала 20 октября 2009 года.
7. ↑  http://www.uschamber.com/about/board/all.htm Архивная копия от 12 января 2003 на Wayback Machine US Chamber of Commerce website, 31 Oct 2009
8. ↑  Board of Directors, U.S. Chamber of Commerce: Robert S. Milligan. Дата обращения: 24 января 2010. Архивировано из оригинала 24 мая 2011 года.
9. ↑  Tankersley, Jim. U.S. Chamber of Commerce seeks trial on global warming. LA Times (25 августа 2009). Дата обращения: 7 сентября 2009. Архивировано 15 апреля 2012 года.
10. ↑  [Mitchell]. Global Warming's New Scopes Monkey Trial. The Tyee (7 сентября 2009). Дата обращения: 7 сентября 2009. Архивировано 15 апреля 2012 года.
11. ↑  [Brendan]. PG&E Quits U.S. Chamber of Commerce, Nike Fed Up Too. Huffington Post (22 сентября 2009). Дата обращения: 29 декабря 2009. Архивировано 15 апреля 2012 года.